# زنگ زدن (فیلم)
«زنگ» (انگلیسی: Rust) یک فیلم درام کانادایی به کارگردانی، نویسندگی و بازی کوربین برنسن است. نسخه ویدئویی این فیلم در تاریخ ۵ اکتبر ۲۰۱۰ منتشر شده‌است. داستان فیلم در شهر کیپلینگ، ساسکاچوان، کانادا با بسیاری از شهروندان محلی در نقش‌های برجسته می‌گذرد. این فیلم از سفر معنوی خود برنسن پس از مرگ پدرش، هری برنسن، در سال ۲۰۰۸ الهام گرفته شده‌است.

## داستان
یک کشیش سابق که از ایمان خود دور شده بود به زادگاه کوچک خود باز می‌گردد و متوجه شود که یک آتش سوزی مرموز به طور غم‌انگیزی یک خانواده محلی را درنوردیده است. وقتی می‌فهمد که دوست دوران کودکی‌اش در برافروختن آتش نقش داشته است، مأموریتی را برای یافتن حقیقت آغاز می‌کند؟ و در این فرآیند، ایمان خود را دوباره کشف می‌کند.

## بازیگران
- کوربین برنسن در نقش جیمز مور
- لوید آلن وارنر در نقش تراویس
- فرانک گال در نقش گلن مور
- آدری تنات در نقش مری
- کریستن کولیس در نقش آماندا
- جودیت دیویس